# بوهدان ریابتس
بوهدان ریابتس (انگلیسی: Bohdan Riabets؛ زادهٔ ۱ نوامبر ۱۹۹۱) بازیکن فوتبال اهل اوکراین است.